# Covor zburător

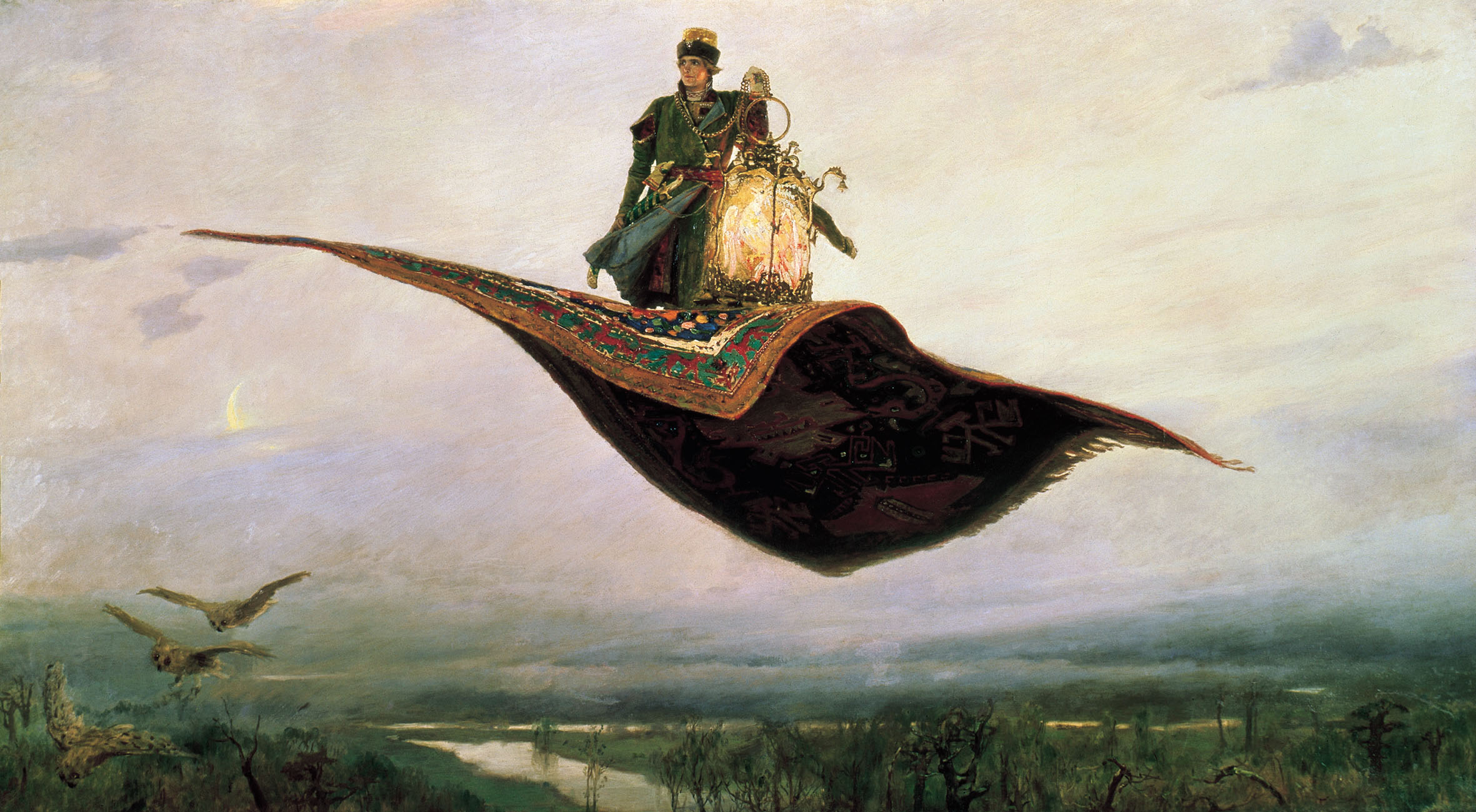
Pictură din 1880 de Viktor Vasneţov

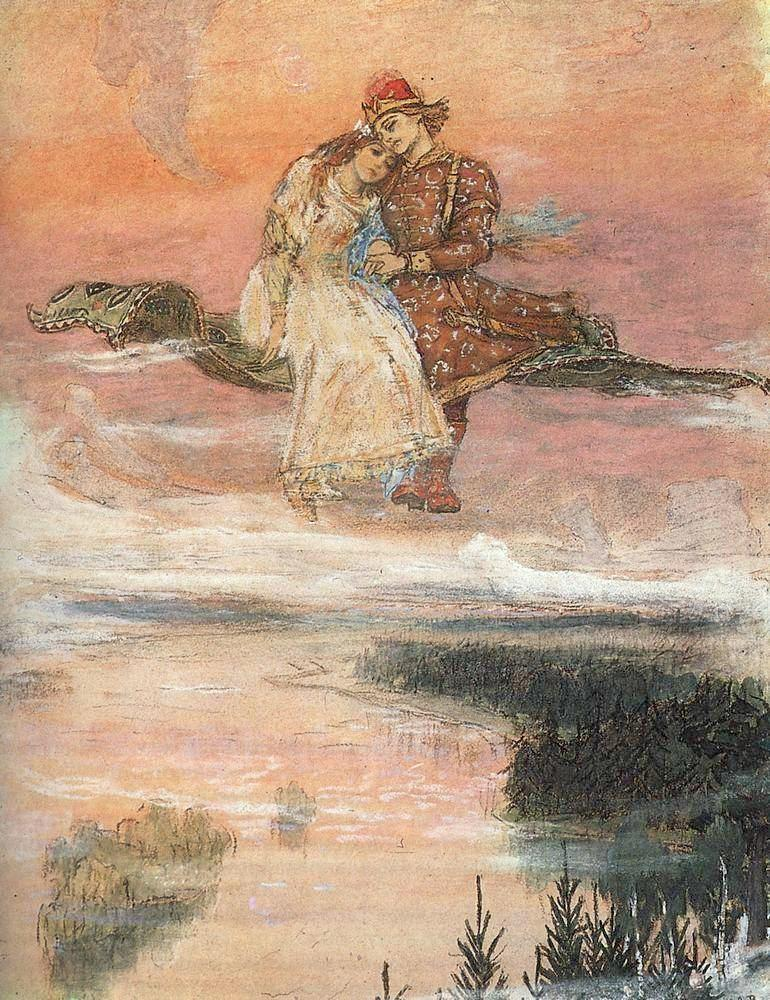
Altă pictură a lui Viktor Vasneţov cu un covor magic

Un covor magic, numit și  covor zburător, este un covor legendar și o figură de stil în lucrările de ficțiune speculativă. Covoarele sunt de obicei folosite ca o modalitate de transport și pot transporta rapid sau instantaneu utilizatorii la destinația dorită.
Una dintre poveștile din O mie și una de nopți descrie cum prințul Husain, cel mai mare fiu al sultanului Indiilor, călătorește la Bisnagar (Vijayanagara) în India și cumpără un covor magic. Covorul este un exemplu de element proto-științifico-fantastic arab timpuriu.
În mitologia slavă, Baba Iaga îl oferă lui Ivan cel Nebun un covor zburătoare și alte cadouri magice (de exemplu, o minge care se rotește în fața eroului care îi arată drumul sau un prosop care se poate transforma într-un pod). Pictorul rus Viktor Vasnețov a ilustrat poveștile cu un covor zburător în două ocazii (cele două ilustrații din stânga).

## Legături externe
- Istoria secretă a covoarelor magice Arhivat în 21 noiembrie 2005, la Wayback Machine.